# Чаран Синг
Чаудари Чаран Синг (23. децембар 1902 – 29. мај 1987) је индијски политичар који је био 5. премијер Индије од 28. јула 1979. до 14. јануара 1980. Историчари и народ га често називају 'борцем за права индијских сељака'
Чаран Синг је рођен 23. децембра 1902. у руралној сељачкој породици припадника народа Џат у селу Нурпур, округ Хапур (биши округ Мирут), Утар Прадеш (бивше Уједињене провинције Агра и Оуд). Чаран Синг је ушао у политику као део Покрета за независност, мотивисан Гандијем. Био је активан од 1931. у округу Газиабад у покрету Арја самај као и у округу Мирут у Индијском националном конгресу, због су га Британци два пута затварали. Пре независности, као члан законодавне скупштине Уједињених провинција, изабран 1937, дубоко се заинтересовао за проблем закона који су били штетни за сеоску економију, и постепено је градио своје идеолошке и практичне ставове против експлоатације земљорадника од стране земљопоседника.
Између 1952. и 1967, био је један од „три главна лидера државне политике Конгреса”. Постао је посебно познат у Утар Прадешу током 1950-их, због састављања нацрта и борбе да се усвоји оно шта је постало тада најреволуционарна реформа земљишних закона у било којој индијској држави под руководством Говинда Балаба Панта; прво као парламентарни секретар а затим као министар задужен за земљишне реформе. Постао је познат на националном нивоу од 1959, када се јавно супротставио социјалистичким и колективистичким земљишним политикама неприкосновеног вође и премијера Џавахарлала Нехруа. Ово је са једне стране ослабило његову позицију унутар Конгреса, али су са друге стране сељачке заједнице из разних касти почеле да га сматрају својим промотером а касније и неприкосновеним вођом. Синг се залагао за чврсту контролу владиних трошкова спровођење кажњавања корумпираних званичника и чврсту руку када су у питању захтеви владиних службеника за повишицама. Након овог периода, Чаран Синг је напустио Конгрес 1. априла 1967, прешао у опозицију, и постао први главни министар Утар Прадеша који није био члан Конгреса. Ово је био период од 1967. до 1971, када су владе које није чинио Конгрес биле снажна политичка снага у Индији.

## Независна Индија
Чаран Синг се супротставио Џавахарлалу Нехруу због његових економских реформи у совјетском стилу. Чаран Синг је имао став да кооперативне фарме не би успеле у Индији. Као син фармера, Чаран Синг је сматрао да је власништво над земљом важно како би земљорадници наставили са гајењем својих култура. Желео је да очува и стабилизује систем сељачког власништва. Чаранова политичка каријера је трпела због отворене критике Нехруове економске политике.
Чаран Синг је напустио Индијски национални конгрес 1967, и основао своју политичку странку, Баратија кранти дал. Уз помоћ и подршку Раџа Нараина и Рама Манохара Лохије, постао је главни Министар Утар Прадеша 1967, и поново 1970. године. 1975. је поново доспео у затвор, овај пут га је тамо сместила тадашња премијерка Индира Ганди, ћерка његовог бившег ривала Нехруа. Она је прогласила ванредно стање и затворила све своје политичке противнике. На општим изборима 1977, гласачи су је казнили, и опозициона партија чији је Чаран Синг био високи функционер је дошла на власт. Служио је као заменик премијера, министар унутрашњих послова и министар финансија у влади Морарџија Десаија.

## Премијер
Када је партија Џаната победила на изборима за Лок сабху 1977, њени посланици су овластили Џајапракаша Нарајана и Ачарју Крипаланија да изаберу премијера. Морарџи Десаи је изабран за премијера и он је поставио Чарана Синга за министра унутрашњих послова. Од Чаран Синга је тражено да поднесе оставку у јуну 1978. након неслагања са Десаијем, али је враћен у владу као заменик премијера у јануару 1979. Међутим, примирје није дуго трајало, и сукоб је довео до тога да влада изгуби већину. Чаран Синг је постао премијер 28. јула 1979. уз спољашњу подршку Индириног Конгреса и подршку социјалистичке фракције Конгреса, Јешвантраа Чавана као његовог заменика премијера. Непосредно пре него што је требало да докаже своју већину у Лок сабхи, Индира Ганди је повукла подршку његовој влади, и он је поднео оставку 20. августа 1979, после само 23 дана, што га чини јединим премијером Индије који се није појавио пред парламентом. Саветовао је председника Нилама Саџиву Редија да распусти Лок сабху. Вођа партије Џаната, Џагџиван Рам се супротставио овом савету и тражио је време да покуша да састави већину. Међутим, Лок сабха је распуштена а Чаран Синг је остао премијер у оставци до јануара 1980. 

## Књиге
- (1959)
- (1978)
- (1981)